# Christopher Nkunku
Christopher Nkunku, né le 14 novembre 1997 à Lagny-sur-Marne (Seine-et-Marne), est un footballeur international français qui évolue au poste de milieu offensif ou de second attaquant au Chelsea FC.
Il est sélectionné en équipe de France depuis 2022.

## Biographie

### Enfance et formation
Christopher Nkunku naît le 14 novembre 1997 à Lagny-sur-Marne, en Seine-et-Marne. Il commence le football à l'association sportive de Marolles-sur-Seine à six ans.
En catégorie benjamins lors de la saison 2009-2010, il rejoint le RCP Fontainebleau et y est repéré par plusieurs clubs professionnels. Le jeune joueur au physique encore enfantin compense sa légèreté par « sa rapidité, sa technique et sa vision du jeu », se souvient en 2020 Norbert Boj, ancien responsable de l'école de foot du RCPF. Nkunku évolue alors indifféremment à droite, à gauche et dans l’axe du milieu de terrain francilien et doit cela « à sa qualité technique, évidemment, mais surtout son intelligence de jeu », selon un autre éducateur du club.
Christopher effectue des essais au RC Lens, au Havre AC et à l'AS Monaco mais est refusé à cause de son retard athlétique. Finalement, il signe au Paris SG pour pouvoir effectuer sa préformation à l'INF Clairefontaine jusqu’en catégorie des moins de quinze ans. Passant les semaines à l'INF et jouant uniquement le week-end avec le PSG, il rejoint réellement le centre de formation vers l'âge de quinze ans en 2012.

### Formation au Paris Saint-Germain
Arrivé au PSG en 2010, en U14, Christopher Nkunku rejoint réellement le centre de formation du Paris SG à quinze ans en 2012, après deux années à l'INF Clairefontaine. Sa première année chez les U17 est difficile. Le jeune joueur n'est pas encore développé physiquement et joue avec l'équipe réserve plutôt qu'avec celle des U17 nationaux. Il est même descendu pour un match avec les joueurs de sa génération en U16. C’est en U19 qu’il commence à jouer en tant que titulaire.
À l'été 2015, Christopher Nkunku est repéré par Laurent Blanc et fait partie des jeunes joueurs sélectionnés pour participer à la préparation d'avant saison de l'équipe professionnelle. Nkunku dispute son premier match avec l'équipe première en étant titulaire lors du match amical chez le Wiener SC (victoire 0-3). Il est auteur d'une bonne prestation qui convainc l’entraîneur parisien de l'amener aux États-Unis pour participer à l'International Champions Cup. Christopher est de nouveau aligné d'entrée contre le Benfica Lisbonne (victoire 3-2) et la Fiorentina (4-2), puis il entre en jeu contre Chelsea et Manchester United (victoire 2-0). Il est ainsi utilisé lors des quatre rencontres disputées outre-Atlantique et le Paris Saint-Germain remporte la compétition.
Lors de la saison 2015-2016, Nkunku participe régulièrement à l'entraînement avec le groupe professionnel, tout en continuant d'évoluer en équipe réserve en CFA sous la direction de Laurent Huard, avec notamment comme partenaires les Kimpembé, Ikoné, Augustin et Édouard. Il évolue aussi en UEFA Youth League. Bien qu'étant l'un des plus jeunes joueurs du groupe, il s'avère décisif. Il marque en effet un doublé face aux jeunes du Real Madrid (victoire 4-1), délivre une passe décisive en huitième de finale face à Middlesbrough (victoire 1-0), marque à nouveau en quart face à l'AS Rome (victoire 3-1) et offre deux passes décisives supplémentaires en demi lors des retrouvailles avec le Real Madrid (victoire 1-3). Le Paris Saint-Germain échoue en finale face au Chelsea FC (défaite 2-1). En parallèle, le groupe fait une bonne saison en Championnat national U19 et le remporte en battant l'Olympique lyonnais en finale (victoire 2-1). Christopher Nkunku marque le second but de la partie.

### Paris Saint-Germain (2015-2019)
Le 8 décembre 2015, Christopher Nkunku intègre le groupe professionnel pour la première fois contre le Chakhtar Donetsk en Ligue des Champions (victoire 2-0). Il remplace Lucas Moura en toute fin de match. À 18 ans et 24 jours, il est le sixième plus jeune joueur de l’histoire du Paris Saint-Germain à débuter en coupe d’Europe, derrière Sakho, Ogbeche, Anelka, Rabiot et N'Gog. Deux semaines plus tard, il signe son premier contrat professionnel qui le lie au Paris Saint-Germain jusqu'en juin 2018. En 2016, il est régulièrement remplaçant mais n'entre pas en jeu. Il est titularisé pour la première fois lors d'un match de Ligue 1 face au Montpellier HSC (match nul 0-0). Une semaine plus tard, le Paris Saint-Germain est officiellement sacré champion de France, à huit journées de la fin du championnat, ce qui constitue le titre obtenu le plus tôt lors d'une saison de Ligue 1.
Pour la saison 2016-2017, sa première titularisation fut contre le LOSC Lille en 8e de finale de la Coupe de  la Ligue le 14 décembre 2016 (victoire 3-1). Il est ensuite titulaire contre l'En avant Guingamp (défaite 2-1). Il marqua son premier but avec les pros lors du match contre le Club africain le 4 janvier 2017 (victoire 3-0). Il marque trois jours plus tard son premier but en match officiel sur une frappe lointaine contre le SC Bastia en Coupe de France (victoire 7-0).
Le 10 mars 2018, il inscrit son premier doublé sous les couleurs parisiennes face au FC Metz, lors d'une rencontre de championnat. Il contribue ainsi à la victoire des siens par cinq buts à zéro. Le 18 avril de la même année, il marque le troisième but parisien contre le SM Caen lors de la demi-finale de la Coupe de France.
Le 27 avril 2019, en finale de Coupe de France contre le Stade rennais FC, il rate son penalty lors de la séance des tirs au but, ce qui permet aux Rennais de l'emporter 6 t.a.b à 5 (score 2-2).

### RB Leipzig (2019-2023)

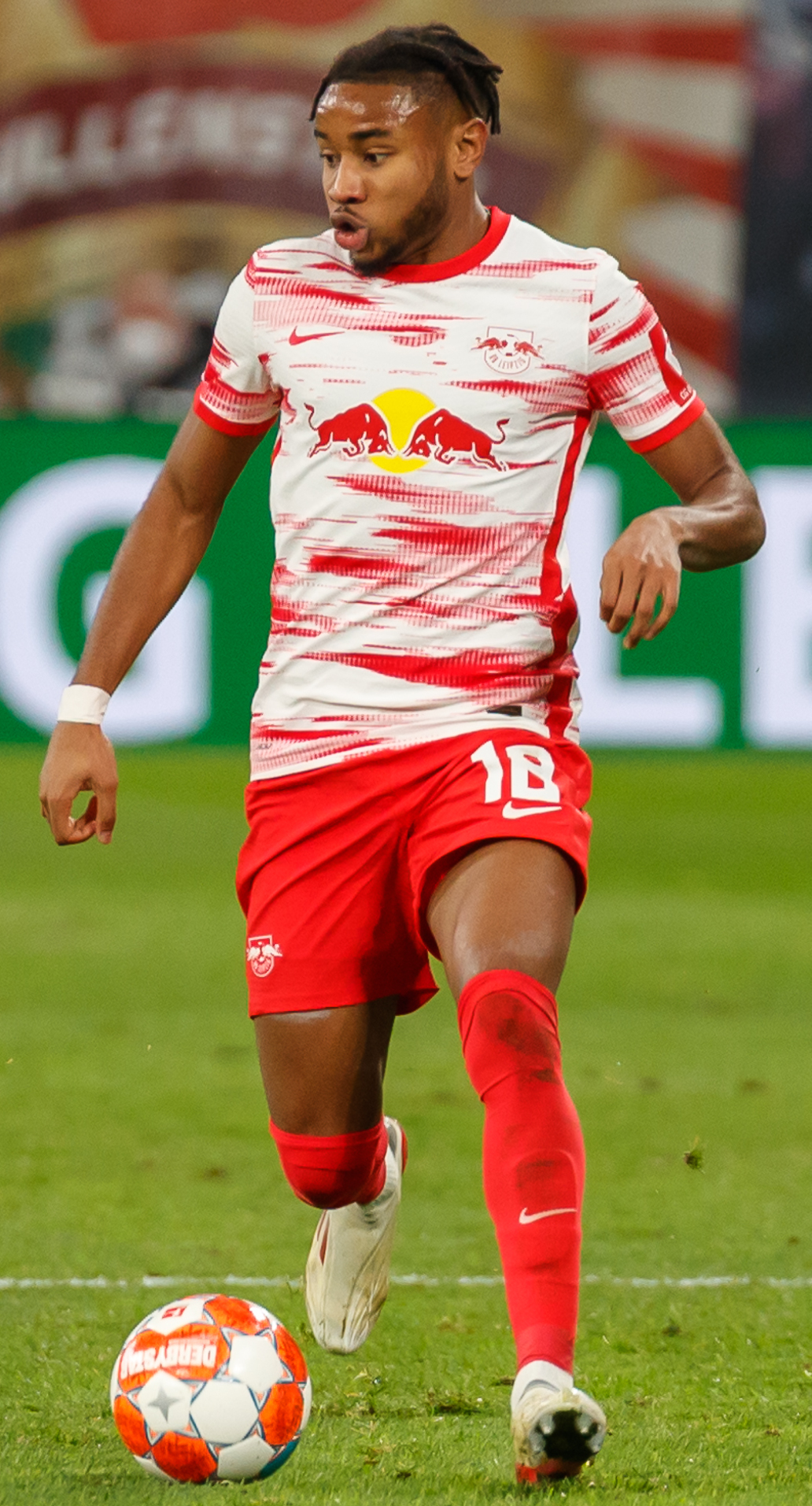
Christopher Nkunku en 2021

Le 18 juillet 2019, il signe un contrat de cinq ans avec le club allemand du RB Leipzig. Le transfert est estimé à 13 M€, plus deux de bonus. Il fait sa première apparition sous ses nouvelles couleurs le 11 août 2019 lors d'une rencontre de coupe d'Allemagne face au VfL Osnabrück que son équipe remporte par trois buts à deux. Il joue son premier match de Bundesliga le 18 août suivant, lors de la première journée de la saison 2019-2020 face à l'Union Berlin. Leipzig s'impose par quatre buts à zéro et il participe à la victoire en inscrivant également son premier but pour son nouveau club. Sa première saison est plutôt de bonne facture, il est positionné milieu offensif axial ou sur l'aile. Ainsi, il se fait peu à peu un nom en Allemagne.
En février 2020, Christopher Nkunku réalise une prestation rare contre le Schalke 04 en délivrant quatre passes décisives lors d'un succès fleuve 0-5,. Sa deuxième saison est un peu moins bonne, le jeune Français joue moins et se montre moins décisif.
La saison 2021-2022 est celle de l'explosion : positionné plus haut sur le terrain en soutien de l'attaquant ou en milieu offensif, il est décisif à de nombreuses reprises, que ce soit à la finition ou à la passe, et devient l'un des meilleurs joueurs de Bundesliga. Il se fait remarquer également en Ligue des Champions, où il réalise une très bonne phase de groupes avec notamment en septembre 2021, un triplé face à Manchester City à l'Etihad Stadium, mais il ne peut empêcher la défaite du RB Leipzig sur le score de 6-3 et la 3e place de Leipzig synonyme d’élimination de la phase des poules. Le 16 mai 2022, il est élu joueur de la saison en Bundesliga après avoir inscrit 20 buts et délivré 13 passes décisives en 34 matchs,.
Le 23 juin 2022, Christopher Nkunku prolonge son contrat avec le RB Leipzig jusqu'en juin 2026.

### Chelsea FC (depuis 2023)
Le 20 juin 2023, Christopher Nkunku paraphe un contrat de six ans au Chelsea FC,,. Le coût du transfert est estimé à 60 millions d'euros. Concernant sa signature, il dit : « Je suis très heureux de rejoindre Chelsea. Je suis impatient de rencontrer mon nouvel entraîneur et mes coéquipiers et de montrer aux supporters de Chelsea ce que je peux faire sur le terrain ». En août, il subit une intervention chirurgicale à un genou, ce qui le prive du début de saison avec son club.
Nkunku se met en évidence dès son premier match de Premier League en marquant son premier but pour Chelsea, le 24 décembre 2023, contre Wolverhampton Wanderers. Buteur après son entrée en jeu, il ne peut éviter la défaite de son équipe (2-1 score final).

### Carrière en sélection
Christopher Nkunku a participé à trois matchs amicaux avec l'équipe de France des moins 16 ans en 2012. Il joue contre la Norvège, la Croatie et enfin les Pays-Bas.
Il retrouve les sélections de jeunes en étant convoqué en mai 2016 avec l'équipe des moins de 19 ans. Il participe à un tournoi amical au cours duquel il affronte le Japon, la Corée du Sud et le Brésil.
Nkunku représente l'équipe de France des moins de 20 ans. Avec cette sélection il participe à la coupe du monde des moins de 20 ans en 2017. Il joue trois matchs durant ce tournoi, dont un en tant que titulaire.
En mars 2018, Nkunku est appelé pour la première fois avec l'équipe de France espoirs en raison notamment des absences d'Houssem Aouar et d'Allan Saint-Maximin. Le 23 mars 2018, il joue son premier match avec les espoirs, contre le Kazakhstan. Il entre en jeu lors de cette rencontre remportée par son équipe sur le score de trois buts à zéro.
Le 17 mars 2022, Christopher Nkunku est appelé pour la première fois par Didier Deschamps en équipe de France, pour affronter la Côte d'Ivoire et l'Afrique du Sud en matchs amicaux. Il vit sa première sélection en étant titulaire à l'Orange Vélodrome de Marseille face à la Côte d'Ivoire.
Il fait partie de la première sélection de 25 joueurs établie par Didier Deschamps pour participer à la Coupe du monde 2022 disputée au Qatar. Il subit une entorse au genou gauche au cours d'un entraînement à la veille du départ de l'équipe de France pour le Qatar qui le contraint à déclarer forfait.

## Statistiques
| Saison                | Club                  | Championnat           | Championnat | Championnat | Championnat | Coupe nationale | Coupe nationale | Coupe nationale | Coupe de la Ligue | Coupe de la Ligue | Coupe de la Ligue | Supercoupe | Supercoupe | Supercoupe | Compétition(s) continentale(s) | Compétition(s) continentale(s) | Compétition(s) continentale(s) | Compétition(s) continentale(s) | Coupe du monde des clubs | Coupe du monde des clubs | Coupe du monde des clubs | Total | Total | Total |
| Saison                | Club                  | Division              | M.          | B.          | P.d.        | M.              | B.              | P.d.            | M.                | B.                | P.d.              | M.         | B.         | P.d.       | Comp.                          | M.                             | B.                             | P.d.                           | M.                       | B.                       | P.d.                     | M.    | B.    | P.d.  |
| 2015-2016             | Paris Saint-Germain   | Ligue 1               | 5           | 0           | 0           | -               | -               | -               | -                 | -                 | -                 | -          | -          | -          | C1                             | 1                              | 0                              | 0                              | -                        | -                        | -                        | 6     | 0     | 0     |
| 2016-2017             | Paris Saint-Germain   | Ligue 1               | 8           | 1           | 0           | 4               | 1               | 1               | 3                 | 0                 | 1                 | -          | -          | -          | C1                             | 1                              | 0                              | 0                              | -                        | -                        | -                        | 16    | 2     | 2     |
| 2017-2018             | Paris Saint-Germain   | Ligue 1               | 20          | 4           | 0           | 3               | 1               | 0               | 3                 | 0                 | 0                 | 1          | 0          | 0          | C1                             | -                              | -                              | -                              | -                        | -                        | -                        | 27    | 5     | 0     |
| 2018-2019             | Paris Saint-Germain   | Ligue 1               | 22          | 3           | 2           | 5               | 0               | 0               | 1                 | 0                 | 0                 | 1          | 1          | 0          | C1                             | -                              | -                              | -                              | -                        | -                        | -                        | 29    | 4     | 2     |
| Sous-total            | Sous-total            | Sous-total            | 55          | 8           | 2           | 12              | 2               | 1               | 7                 | 0                 | 1                 | 2          | 1          | 0          | -                              | 2                              | 0                              | 0                              | -                        | -                        | -                        | 78    | 11    | 4     |
| 2019-2020             | RB Leipzig            | Bundesliga            | 32          | 5           | 13          | 3               | 0               | 0               | -                 | -                 | -                 | -          | -          | -          | C1                             | 9                              | 0                              | 0                              | -                        | -                        | -                        | 44    | 5     | 13    |
| 2020-2021             | RB Leipzig            | Bundesliga            | 28          | 6           | 6           | 5               | 0               | 1               | -                 | -                 | -                 | -          | -          | -          | C1                             | 7                              | 1                              | 2                              | -                        | -                        | -                        | 40    | 7     | 9     |
| 2021-2022             | RB Leipzig            | Bundesliga            | 34          | 20          | 13          | 6               | 4               | 2               | -                 | -                 | -                 | -          | -          | -          | C1+C3                          | 6+6                            | 7+4                            | 1+0                            | -                        | -                        | -                        | 52    | 35    | 16    |
| 2022-2023             | RB Leipzig            | Bundesliga            | 25          | 16          | 5           | 3               | 3               | 0               | -                 | -                 | -                 | 1          | 1          | 0          | C1                             | 7                              | 3                              | 1                              | -                        | -                        | -                        | 36    | 23    | 6     |
| Sous-total            | Sous-total            | Sous-total            | 119         | 47          | 36          | 17              | 7               | 3               | -                 | -                 | -                 | 1          | 1          | 0          | -                              | 35                             | 15                             | 4                              | -                        | -                        | -                        | 172   | 70    | 43    |
| 2023-2024             | Chelsea FC            | Premier League        | 11          | 3           | 0           | 1               | 0               | 0               | 2                 | 0                 | 0                 | -          | -          | -          | -                              | -                              | -                              | -                              | -                        | -                        | -                        | 14    | 3     | 0     |
| 2024-2025             | Chelsea FC            | Premier League        | 27          | 4           | 3           | 2               | 1               | 0               | 2                 | 3                 | 0                 | -          | -          | -          | C4                             | 11                             | 7                              | 3                              | 6                        | 1                        | 0                        | 48    | 16    | 6     |
| Sous-total            | Sous-total            | Sous-total            | 38          | 6           | 2           | 3               | 1               | 0               | 4                 | 3                 | 0                 | -          | -          | -          | -                              | 11                             | 7                              | 3                              | 6                        | 1                        | 0                        | 62    | 18    | 5     |
| Total sur la carrière | Total sur la carrière | Total sur la carrière | 212         | 61          | 40          | 32              | 10              | 4               | 11                | 3                 | 1                 | 3          | 2          | 0          | -                              | 48                             | 22                             | 7                              | 6                        | 1                        | 0                        | 312   | 99    | 52    |

### En sélection nationale
| Saison                | Sélection             | Phases finales        | Phases finales | Phases finales | Phases finales | Éliminatoires | Éliminatoires | Éliminatoires | Ligue des nations | Ligue des nations | Ligue des nations | Matchs amicaux | Matchs amicaux | Matchs amicaux | Total | Total | Total |
| Saison                | Sélection             | Compétition           | M              | B              | Pd             | M             | B             | Pd            | M                 | B                 | Pd                | M              | B              | Pd             | M     | B     | Pd    |
| --------------------- | --------------------- | --------------------- | -------------- | -------------- | -------------- | ------------- | ------------- | ------------- | ----------------- | ----------------- | ----------------- | -------------- | -------------- | -------------- | ----- | ----- | ----- |
| 2021-2022             | France                | -                     | -              | -              | -              | -             | -             | -             | 4                 | 0                 | 2                 | 2              | 0              | 0              | 6     | 0     | 2     |
| 2022-2023             | France                | -                     | -              | -              | -              | 2             | 0             | 0             | 2                 | 0                 | 0                 | -              | -              | -              | 4     | 0     | 0     |
| 2024-2025             | France                | -                     | -              | -              | -              | -             | -             | -             | 4                 | 1                 | 0                 | -              | -              | -              | 4     | 1     | 0     |
| Total sur la carrière | Total sur la carrière | Total sur la carrière | -              | -              | -              | 2             | 0             | 0             | 10                | 1                 | 2                 | 2              | 0              | 0              | 14    | 1     | 2     |

### Liste des matchs internationaux
| Matchs internationaux de Christopher Nkunku | Matchs internationaux de Christopher Nkunku | Matchs internationaux de Christopher Nkunku    | Matchs internationaux de Christopher Nkunku | Matchs internationaux de Christopher Nkunku | Matchs internationaux de Christopher Nkunku | Matchs internationaux de Christopher Nkunku                         |
|                                             | Date                                        | Lieu                                           | Adversaire                                  | Résultat                                    | Compétition                                 | Notes                                                               |
| ------------------------------------------- | ------------------------------------------- | ---------------------------------------------- | ------------------------------------------- | ------------------------------------------- | ------------------------------------------- | ------------------------------------------------------------------- |
| 1                                           | 25 mars 2022                                | Stade Vélodrome, Marseille, France             | Côte d'Ivoire                               | 2 - 1                                       | Match amical                                | Titulaire et remplacé par Wissam Ben Yedder à la 75e minute de jeu. |
| 2                                           | 29 mars 2022                                | Stade Pierre-Mauroy, Villeneuve-d'Ascq, France | Afrique du Sud                              | 5 - 0                                       | Match amical                                | Entre en jeu à la place de Jonathan Clauss à la 88e minute de jeu.  |
| 3                                           | 3 juin 2022                                 | Stade de France, Saint-Denis, France           | Danemark                                    | 1 - 2                                       | Ligue des nations 2022-2023                 | Entre en jeu à la place de Kylian Mbappé à la 46e minute de jeu.    |
| 4.                                          | 6 juin 2022                                 | Stade Poljud, Split, Croatie                   | Croatie                                     | 1 - 1                                       | Ligue des nations 2022-2023                 | Titulaire.                                                          |
| 5.                                          | 10 juin 2022                                | Stade Ernst-Happel, Vienne, Autriche           | Autriche                                    | 1 - 1                                       | Ligue des nations 2022-2023                 | Entre en jeu à la place de Kingsley Coman à la 79e minute de jeu.   |
| 6.                                          | 13 juin 2022                                | Stade de France, Saint-Denis, France           | Croatie                                     | 0 - 1                                       | Ligue des nations 2022-2023                 | Titulaire et remplacé par Kingsley Coman à la 72e minute de jeu.    |
| 7.                                          | 22 septembre 2022                           | Stade de France, Saint-Denis, France           | Autriche                                    | 2 - 0                                       | Ligue des nations 2022-2023                 | Entre en jeu à la place d'Olivier Giroud à la 79e minute de jeu.    |
| 8.                                          | 25 septembre 2022                           | Parken Stadium, Copenhague, Danemark           | Danemark                                    | 2 - 0                                       | Ligue des nations 2022-2023                 | Entre en jeu à la place d'Olivier Giroud à la 65e minute de jeu.    |
| 9.                                          | 16 juin 2023                                | Stade de l'Algarve, Almancil, Portugal         | Gibraltar                                   | 0 - 3                                       | Éliminatoires de l'Euro 2024                | Entre en jeu à la place d'Antoine Griezmann à la 66e minute de jeu. |
| 10.                                         | 19 juin 2023                                | Stade de France, Saint-Denis, France           | Grèce                                       | 1 - 0                                       | Éliminatoires de l'Euro 2024                | Entre en jeu à la place d'Antoine Griezmann à la 86e minute de jeu. |
| 11.                                         | 10 octobre 2024                             | Bozsik Aréna, Budapest, Hongrie                | Israël                                      | 1 - 4                                       | Ligue des nations 2024-2025                 | Titulaire et remplacé par Mattéo Guendouzi à la 77e minute de jeu.  |
| 12.                                         | 14 octobre 2024                             | Stade Roi Baudouin, Bruxelles, Belgique        | Belgique                                    | 1 - 2                                       | Ligue des nations 2024-2025                 | Entre en jeu à la place de Bradley Barcola à la 74e minute de jeu.  |
| 13.                                         | 14 novembre 2024                            | Stade de France, Saint-Denis, France           | Israël                                      | 0 - 0                                       | Ligue des nations 2024-2025                 | Entre en jeu à la place de Bradley Barcola à la 71e minute de jeu.  |
| 14.                                         | 17 novembre 2024                            | Stade San Siro, Milan, Italie                  | Italie                                      | 1 - 3                                       | Ligue des nations 2024-2025                 | Titulaire.                                                          |

### Buts internationaux
| Buts internationaux de Christopher Nkunku | Buts internationaux de Christopher Nkunku | Buts internationaux de Christopher Nkunku | Buts internationaux de Christopher Nkunku | Buts internationaux de Christopher Nkunku | Buts internationaux de Christopher Nkunku | Buts internationaux de Christopher Nkunku | Buts internationaux de Christopher Nkunku | Buts internationaux de Christopher Nkunku |
|                                           | Date                                      | Lieu                                      | Adversaire                                | Résultat                                  | Compétition                               | Notes                                     | Notes                                     | Sel.                                      |
| ----------------------------------------- | ----------------------------------------- | ----------------------------------------- | ----------------------------------------- | ----------------------------------------- | ----------------------------------------- | ----------------------------------------- | ----------------------------------------- | ----------------------------------------- |
| 1.                                        | 10 octobre 2024                           | Bozsik Aréna, Budapest, Hongrie           | Israël                                    | 1 - 4                                     | Ligue des nations 2024-2025               | 1 - 2                                     | 28e du pied gauche                        | 11e                                       |

## Palmarès

### En club
Christopher Nkunku est formé au Paris Saint-Germain avec qui il fait ses débuts lors de la saison 2015-2016 qui le voit sacré Champion de France. Il est de nouveau Champion de France en 2018 et 2019 après avoir été vice-champion en 2017 et remporte le Trophée des champions en 2017 et 2018 avant d'être finaliste de la Coupe de France en 2019.
Parti au RB Leipzig, il y est vice-champion d'Allemagne dès sa deuxième saison en 2020-2021. La même année, il est finaliste de la Coupe d'Allemagne. Il remporte son premier titre dans son nouveau club la saison suivant en remportant la Coupe d'Allemagne 2022. Il remporte également l'édition 2023 après avoir échoué lors de la finale de la Supercoupe d'Allemagne.
Il rejoint ensuite Chelsea avec qui il est finaliste de la Coupe de la Ligue en 2024. Il remporte la Ligue conférence en 2025 mais n'entre pas en jeu lors de la finale avant de remporter quelques semaines plus tard la Coupe du monde des clubs.
| Paris Saint-Germain (5) | RB Leipzig (2) | Chelsea (2) |
| --- | --- | --- |
| - Championnat de France : - Champion : 2016, 2018 et 2019. - Vice-champion : 2017. - Trophée des champions : - Vainqueur : 2017 et 2018. - Coupe de France : - Finaliste : 2019. | - Championnat d'Allemagne : - Vice-champion : 2021. - Coupe d'Allemagne : - Vainqueur : 2022 et 2023. - Finaliste : 2021. - Supercoupe d'Allemagne : - Finaliste : 2022. | - Coupe du monde des clubs : - Vainqueur : 2025. - Ligue Conférence : - Vainqueur : 2025. - Coupe de la Ligue : - Finaliste : 2024. |

### Distinctions personnelles
- Co-meilleur buteur de Bundesliga de la saison 2022-2023 (16 buts).
- Meilleur joueur du mois en Bundesliga en octobre 2021, février, mars et avril 2022.
- Élu meilleur joueur de Bundesliga lors de la saison 2021-2022.
- Nommé dans l'équipe de la Ligue Europa en 2021-2022.
- Nomination au Ballon d'or 2022.

### Records
- Record d'homme du mois en une saison (4 fois en 2021-2022).